# Eccellenza Puglia 2021-2022
Il campionato italiano di calcio di Eccellenza regionale 2021-2022 è stato il trentunesimo organizzato in Puglia.

## Aggiornamenti
- L'Audace Barletta cambia denominazione in Di Benedetto Trinitapoli
- La Deghi Calcio di San Pietro in Lama (Le), rinuncia all'iscrizione al campionato, continuando con il solo settore giovanile[1]

Pertanto, i posti lasciati liberi dalla United Sly (già rinunciataria ad inizio della scorsa stagione) e dalla Deghi permettono il ripescaggio del Borgorosso Molfetta e della Virtus Mola Calcio.
Inoltre, con il ripescaggio in Serie D del Brindisi retrocesso in Eccellenza al termine della stagione 2020-2021, il comitato regionale ha provveduto al ripescaggio del Canosa.

## Girone A

### Squadre partecipanti
| Club                            | Città                   | Stadio o Campo Sportivo                               | Stagione precedente            |
| ------------------------------- | ----------------------- | ----------------------------------------------------- | ------------------------------ |
| A.C. Real Siti                  | Stornarella (FG)        | Stadio Comunale San Rocco (erba sintetica)            | 11º in Eccellenza Puglia/A     |
| A.S.D. Barletta 1922            | Barletta (BT)           | Stadio San Sabino (Canosa di Puglia) (erba sintetica) | 1º in Eccellenza Puglia/A      |
| A.S.D Borgorosso Molfetta       | Molfetta (BA)           | Stadio Paolo Poli (erba sintetica)                    | 13º in Promozione Puglia/A     |
| A.S.D. Canosa                   | Canosa di Puglia (BT)   | Stadio San Sabino (erba sintetica)                    | 3º in Promozione Puglia/A      |
| A.S.D. Città di Mola            | Mola di Bari (BA)       | Comunale (Capurso) (erba sintetica)                   | 5º in Eccellenza Puglia/A      |
| A.S.D. San Marco                | San Marco in Lamis (FG) | Stadio Tonino Parisi (erba sintetica)                 | F.C. dall' Eccellenza Puglia/A |
| A.S.D. San Severo Calcio 1922   | San Severo (FG)         | Stadio Comunale Ricciardelli (erba sintetica)         | 8º in Eccellenza Puglia/A      |
| A.S.D. Team Ortanova            | Ortanova (FG)           | Campo Comunale Fanelli (erba sintetica)               | 10º in Eccellenza Puglia/A     |
| A.S.D. U.C. Bisceglie           | Bisceglie (BT)          | Campo Comunale Francesco di Liddo (erba sintetica)    | 6º in Eccellenza Puglia/A      |
| A.S.D. Vigor Trani Calcio       | Trani (BT)              | Stadio Comunale                                       | 9º in Eccellenza Puglia/A      |
| G.S.D. Atletico Vieste          | Vieste (FG)             | Stadio Riccardo Spina (erba sintetica)                | 7º in Eccellenza Puglia/A      |
| G.S.D. Di Benedetto Trinitapoli | Trinitapoli (BT)        | Stadio Comunale (erba sintetica)                      | 3º in Eccellenza Puglia/A      |
| Manfredonia Calcio 1932 S.S.D.  | Manfredonia (FG)        | Stadio Miramare (erba sintetica)                      | 2º in Eccellenza Puglia/A      |
| U.S.D. Corato Calcio 1946       | Corato (BA)             | Stadio Fausto Coppi (erba sintetica)                  | 4º in Eccellenza Puglia/A      |

### Classifica finale
|  | Pos. | Squadra                  | Pt | G  | V  | N | P  | GF | GS | DR  |
|  | ---- | ------------------------ | -- | -- | -- | - | -- | -- | -- | --- |
|  | 1.   | Barletta                 | 70 | 26 | 23 | 1 | 2  | 73 | 17 | 55  |
|  | 2.   | Corato                   | 61 | 26 | 19 | 4 | 3  | 51 | 16 | 36  |
|  | 3.   | Di Benedetto Trinitapoli | 46 | 26 | 14 | 4 | 8  | 48 | 31 | 17  |
|  | 4.   | Manfredonia              | 44 | 26 | 13 | 5 | 8  | 43 | 28 | 15  |
|  | 5.   | Città di Mola            | 42 | 26 | 13 | 3 | 10 | 45 | 37 | 8   |
|  | 6.   | UC Bisceglie             | 40 | 26 | 11 | 7 | 8  | 47 | 40 | 7   |
|  | 7.   | San Severo               | 36 | 26 | 9  | 9 | 8  | 43 | 39 | 4   |
|  | 8.   | Atletico Vieste          | 32 | 26 | 9  | 5 | 12 | 33 | 39 | -6  |
|  | 9.   | Canosa                   | 31 | 26 | 9  | 4 | 13 | 42 | 45 | -3  |
|  | 10.  | Borgorosso Molfetta      | 29 | 26 | 8  | 5 | 13 | 24 | 44 | -20 |
|  | 11.  | Real Siti                | 28 | 26 | 7  | 7 | 12 | 40 | 54 | -10 |
|  | 12.  | Team Orta Nova           | 25 | 26 | 7  | 4 | 15 | 29 | 49 | -20 |
|  | 13.  | San Marco                | 23 | 26 | 6  | 5 | 15 | 27 | 51 | -24 |
|  | 14.  | Vigor Trani              | 6  | 26 | 1  | 3 | 22 | 21 | 78 | -57 |

Legenda:
      Promosso in Serie D.
      Retrocesse in Promozione Puglia.
Regolamento:
Tre punti a vittoria, uno a pareggio, zero a sconfitta.
In caso di arrivo di due o più squadre a pari punti, la graduatoria verrà stilata secondo la classifica avulsa tra le squadre interessate che prevede, in ordine, i seguenti criteri:
- Punti negli scontri diretti
- Differenza reti negli scontri diretti
- Differenza reti generale
- Reti realizzate in generale
- Sorteggio

Note:
Il San Severo ha scontato 1 punto di penalizzazione.

#### Play-out
|                | Risultati |           | Luogo e data             |
| -------------- | --------- | --------- | ------------------------ |
| Team Orta Nova | 1-2       | San Marco | Ortanova, 24 aprile 2022 |

## Girone B

### Squadre partecipanti
| Club                            | Città               | Stadio o Campo Sportivo                              | Stagione precedente            |
| ------------------------------- | ------------------- | ---------------------------------------------------- | ------------------------------ |
| A.D.C. Ars et Labor Grottaglie  | Grottaglie (TA)     | Stadio comunale Atlantico D'Amuri                    | 11º in Eccellenza Puglia/B     |
| A.S.D. Antonio Toma Maglie      | Maglie (LE)         | Stadio Antonio Tamborino Frisari (erba sintetica)    | 6º in Eccellenza Puglia/B      |
| A.S.D. Atletico Racale          | Racale (LE)         | Stadio Comunale Generale L. Basurto                  | 10º in Eccellenza Puglia/B     |
| A.S.D. Castellaneta Calcio 1962 | Castellaneta (TA)   | Stadio Comunale Giovanni De Bellis (erba sintetica)  | 12º in Eccellenza Puglia/B     |
| A.S.D. De Cagna 2010 Otranto    | Otranto (LE)        | Stadio Avvocato Pasquale Nachira (erba sintetica)    | 1º in Eccellenza Puglia/B      |
| A.S.D. Gallipoli Football 1909  | Gallipoli (LE)      | Stadio Antonio Bianco (erba sintetica)               | 5º in Eccellenza Puglia/B      |
| A.S.D. Ginosa                   | Ginosa (TA)         | Stadio Comunale Teresa Miani (erba sintetica)        | F.C. dall' Eccellenza Puglia/B |
| U.G. Manduria Sport             | Manduria (TA)       | Stadio Comunale Nino Dimitri                         | F.C. dall' Eccellenza Puglia/B |
| A.S.D. Martina Calcio 1947      | Martina Franca (TA) | Stadio Giuseppe Domenico Tursi                       | 2º in Eccellenza Puglia/B      |
| A.S.D. Ostuni 1945              | Ostuni (BR)         | Stadio Nino Laveneziana                              | F.C. dall' Eccellenza Puglia/A |
| A.S.D. Sava                     | Sava (TA)           | Stadio Francesco Camassa (erba sintetica)            | 7º in Eccellenza Puglia/B      |
| S.S.D. Soccer Massafra 1963     | Massafra (TA)       | Stadio Italia                                        | 8º in Eccellenza Puglia/B      |
| A.S.D. Ugento                   | Ugento (LE)         | Campo Comunale (erba sintetica)                      | 4º in Eccellenza Puglia/B      |
| A.S.D. Virtus Mola              | Mola di Bari (BA)   | Stadio Comunale Azzurri d'Italia (Castellana Grotte) | 11º in Promozione Puglia/A     |

### Classifica finale
|  | Pos. | Squadra          | Pt | G  | V  | N | P  | GF | GS | DR  |
|  | ---- | ---------------- | -- | -- | -- | - | -- | -- | -- | --- |
|  | 1.   | Martina          | 61 | 26 | 20 | 1 | 5  | 46 | 21 | 25  |
|  | 2.   | Sava             | 47 | 26 | 13 | 8 | 5  | 35 | 23 | 12  |
|  | 3.   | Gallipoli        | 42 | 26 | 11 | 9 | 6  | 45 | 30 | 15  |
|  | 4.   | Ugento           | 41 | 26 | 12 | 5 | 9  | 39 | 35 | 4   |
|  | 5.   | Toma Maglie      | 40 | 26 | 11 | 7 | 8  | 36 | 32 | 4   |
|  | 6.   | De Cagna Otranto | 39 | 26 | 10 | 9 | 7  | 30 | 25 | 5   |
|  | 7.   | Ostuni           | 34 | 26 | 9  | 7 | 10 | 30 | 31 | -1  |
|  | 8.   | Ginosa           | 33 | 26 | 8  | 9 | 9  | 38 | 37 | 1   |
|  | 9.   | Manduria         | 32 | 26 | 8  | 8 | 10 | 29 | 33 | -4  |
|  | 10.  | Grottaglie       | 27 | 26 | 7  | 6 | 13 | 19 | 35 | -16 |
|  | 11.  | Castellaneta     | 27 | 26 | 8  | 3 | 15 | 30 | 40 | -10 |
|  | 12.  | Soccer Massafra  | 27 | 26 | 6  | 9 | 11 | 27 | 43 | -16 |
|  | 13.  | Atletico Racale  | 25 | 26 | 6  | 7 | 13 | 28 | 39 | -11 |
|  | 14.  | Virtus Mola      | 23 | 26 | 5  | 8 | 13 | 36 | 44 | -8  |

Legenda:
      Ammesso ai play-off nazionali.
      Retrocesse in Promozione Puglia.
Regolamento:
Tre punti a vittoria, uno a pareggio, zero a sconfitta.
In caso di arrivo di due o più squadre a pari punti, la graduatoria verrà stilata secondo la classifica avulsa tra le squadre interessate che prevede, in ordine, i seguenti criteri:
- Punti negli scontri diretti
- Differenza reti negli scontri diretti
- Differenza reti generale
- Reti realizzate in generale
- Sorteggio

#### Play-out
|                 | Risultati |                 | Luogo e data             |
| --------------- | --------- | --------------- | ------------------------ |
| Soccer Massafra | 3-1       | Atletico Racale | Massafra, 24 aprile 2022 |

## Spareggio intergirone
La vincitrice sarà promossa in Serie D, la perdente dovrà affrontare gli spareggi nazionali
|          | Risultati |         | Luogo e data           |
| -------- | --------- | ------- | ---------------------- |
| Barletta | 4-2 (dts) | Martina | Taranto, 8 maggio 2022 |